# 拉赫莱·阿塞马尼
拉赫莱·阿塞马尼（波斯語：راحله آسمانی，1989年6月21日—）生于伊朗卡拉季，是一名比利时籍女子跆拳道运动员。她曾代表伊朗在2010年亚洲运动会中获得女子62公斤级银牌。2012年，她离开伊朗，前往比利时，成为一名难民。2016年年初，她以里约奥运跆拳道欧洲区预选赛第二名的成绩获得奥运资格，由于当时她未获得比利时国籍，一开始她被列入到难民代表团的名单，然而她希望代表比利时参加比赛。2016年4月，阿塞马尼成功获得比利时国籍，得以取得代表比利时参加2016年里约奥运的资格。